# Макклейн, Энн Шарлотт
Энн Шарлотт Макклейн (англ. Anne Charlotte McClain; род. 7 июня 1979 года, Спокан, штат Вашингтон, США) — американская женщина-астронавт, лётчик-испытатель, 341-й астронавт США, полковник.
3 декабря 2018 года в составе экипажа ТПК «Союз МС-11» стартовала с «Гагаринского старта» космодрома Байконур к МКС в качестве бортинженера по программе МКС-57, МКС-58/59. Вернулась на Землю 25 июня 2019 года. Продолжительность полёта составила 203 суток 15 часов 15 минут 58 секунд. Совершила два выхода в открытый космос общей продолжительностью 12 часов 54 минуты.

## Ранние годы, образование
Энн Макклейн родилась 7 июня 1979 года в городе Спокан (штат Вашингтон, США).
В 1997 году, после окончания частной католической школы в городе Спокан, поступила в Военную академию в Вест-Пойнте (штат Нью-Йорк), которую окончила в 2002 году и получила степень бакалавра наук по авиационным системам.
В 2004 году получила степень магистра наук по аэрокосмической технике в университет города Бат в Великобритании. В 2005 году получила степень магистра наук по международной безопасности в Бристольском университете (Великобритания), который окончила с отличием.

## Военная служба

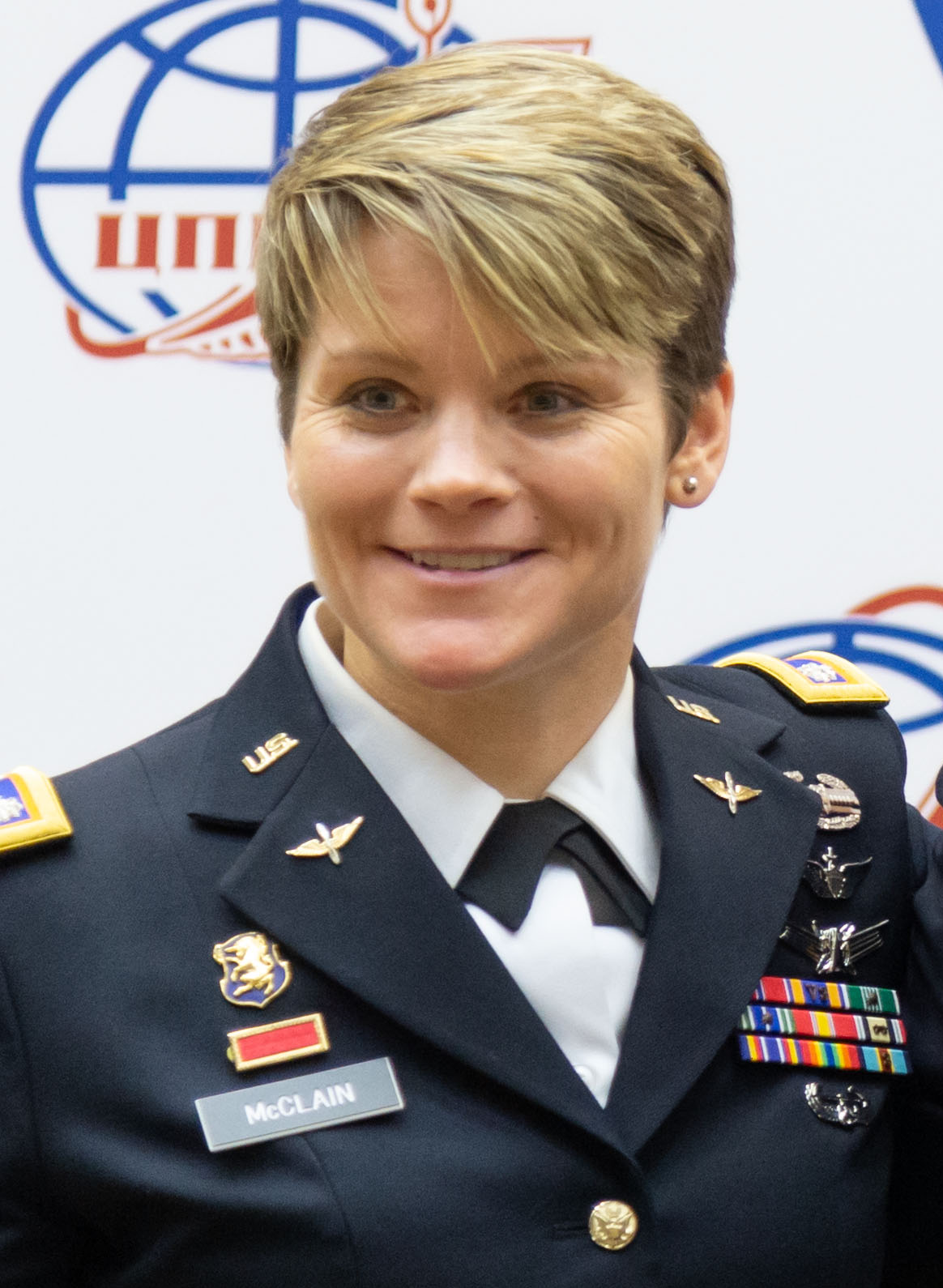
Подполковник Э. Макклейн

На офицерской службе в армии США с 2002 года. Прошла лётную подготовку, получила квалификацию пилота вертолёта OH-58D Kiowa Warrior. C июля 2006 года в течение 15 месяцев участвовала в боевых действиях в Ираке, служила начальником разведывательной службы 2-го батальона 6-го кавалерийского полка. Совершила 216 боевых вылетов общей продолжительностью около 850 часов. Осенью 2007 года вернулась в Шофилд Баррекс на Гавайах в расположение полка и продолжила службу в качестве начальника разведывательной службы. В 2009 году присвоено звание капитан.
С июня 2009 года проходила специальную подготовку в Форт-Рокере, штат Алабама. Получила квалификацию пилота-инструктора вертолёта OH-58D Kiowa Warrior. В мае 2010 года назначена командиром отряда 1-го батальона 14-го авиационного полка, дислоцированного в Форт-Рокере. В 2011 году ей было присвоено звание майор. В 2011 и 2012 годах окончила командно-штабной колледж и курсы повышения квалификации. В 2013 году окончила Школу лётчиков-испытателей ВМС США на авиастанции ВМС Пэтьюксент-Ривер, штат Мэриленд.
Имеет более 2000 часов налёта на 20 различных типах вертолётов и самолётов с крылом неизменяемой геометрии. Является пилотом C-12 Huron (King Air), UH-60 Blackhawk и UH-72 Lakota и пилотом-инструктором вертолёта OH-58D Kiowa Warrior.

## Космическая подготовка
В июне 2008 года командованием Армии США была включена в список полуфиналистов для включения в число кандидатов 20-го набора астронавтов НАСА, однако на обследование и собеседование в Космический центр имени Линдона Джонсона не вызывалась.
17 июня 2013 года была зачислена в отряд астронавтов НАСА в составе 21-го набора НАСА в качестве кандидата в астронавты. В августе 2013 года приступила к прохождению курса базовой общекосмической подготовки. 9 июля 2015 года получила статус активного астронавта. В январе 2016 года участвовала в тренировках по покиданию корабля Crew Dragon.
В июне 2017 года приступила к прохождению подготовки в Центре подготовки космонавтов имени Ю. А. Гагарина, прошла тренировки по действиям экипажа после посадки космического корабля на водную поверхность. 30 ноября 2017 года решением Межведомственной комиссии была утверждена в качестве бортинженера-2 дублирующего экипажа корабля «Союз МС-11». 19 января 2018 года назначена в дублирующий экипаж ТПК «Союз МС-09» и в основной экипаж корабля «Союз МС-11». 31 января 2018 года в составе условного экипажа участвовала в тренировках по действиям экипажа после посадки в лесисто-болотистой местности зимой.

## Космический полёт
3 декабря 2018 года в 14:31 (мск) Энн Макклейн в составе экипажа ТПК «Союз МС-11» (командир корабля — космонавт Роскосмоса Олег Кононенко, бортинженер-1 — астронавт ККА Давид Сен-Жак) стартовала с «Гагаринского старта» космодрома Байконур к МКС. Корабль пристыковался к МКС в 20:33 (мск), полёт проходил 6 часов по короткой четырёхвитковой схеме.
22 марта 2019 года Макклейн и астронавт Ник Хейг совершили выход в открытый космос для проведения работ на внешней поверхности МКС. Астронавты установили адаптерные панели на электрощите и подключили к ним три новых аккумулятора на опорном сегменте P4 фермы МКС, к которой крепятся солнечные панели. Выход в открытый космос продолжался более 6 часов.
На 29 марта НАСА планировало первый в истории выход в открытый космос с участием одних только женщин-астронавтов. В космос должны были совершить выход Э. Макклейн и Кристина Кук. Однако в связи с отсутствие на МКС нужного размера скафандра для обеих участниц, выход в открытый космос в этот день совершили К. Кук и Н. Хейг.
8 апреля 2019 года Энн Макклейн и астронавт Давид Сен-Жак совершили выход в открытый космос для продолжения работ по усовершенствованию системы энергопитания на МКС. Они установили адаптер на секции аккумуляторов, где одна из новых литий-ионных батарей вышла из строя, а также подключили устройство для подзарядки аккумуляторов. Астронавты проложили резервный кабель питания для 17-метрового дистанционного манипулятора Canadarm-2 и установили на корпусе американского модуля аппаратуру для расширения возможности беспроводной связи. Выход в открытый космос продолжался более 6 часов.
25 июня 2019 года в 05:48 мск спускаемый аппарат с космонавтом Роскосмосa Олегом Кононенко, астронавтами Энн Макклейн (НАСА) и Давидом Сен-Жаком (ККА) совершил посадку в Казахстане в 148 км юго-восточнее города Жезказган. Самочувствие вернувшихся на Землю членов экипажа хорошее. Продолжительность пребывания в космическом полёте экипажа длительной экспедиции МКС-58/59 составила более 203 суток.
Статистика
| # | Стартовый корабль | Старт, UTC        | Экспедиция                    | Корабль посадки | Посадка, UTC         | Налёт                                 | Выходы в открытый космос | Время в открытом космосе |
| - | ----------------- | ----------------- | ----------------------------- | --------------- | -------------------- | ------------------------------------- | ------------------------ | ------------------------ |
| 1 | Союз МС-11        | 03.12.2018, 11:31 | Союз МС-11, МКС-57, МКС-58/59 | Союз МС-11      | 25.06.2019, 02:47:50 | 203 суток 15 часов 15 минут 58 секунд | 2                        | 12 часов 54 мин          |

## Семья, увлечения
Состояла в однополом браке с Саммер Уорден (офицером ВВС США), воспитывала пасынка.
Макклейн увлекается тяжёлой атлетикой, регби, гольфом, велосипедом и бегом. В 2004—2006 и 2010—2012 годах входила в женскую сборную США по регби, была членом сборной Военной академии по софтболу.

## Награды
- медаль «Бронзовая звезда»,
- медаль «За Иракскую кампанию» с двумя звёздами,
- медаль «За участие в глобальной войне с терроризмом»,
- воздушная медаль «За доблесть» (Air Medal with Valor),
- две медали «За воздушные операции» (Air Medal),
- две медали «За заслуги» (Army Commendation Medal),
- две медали «За достижения» (Army Achievement Medal)[2].